# Pyranomètre

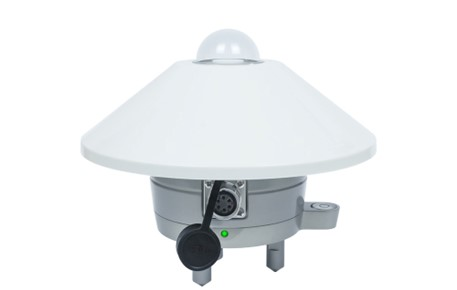
Pyranomètre à Thermopile

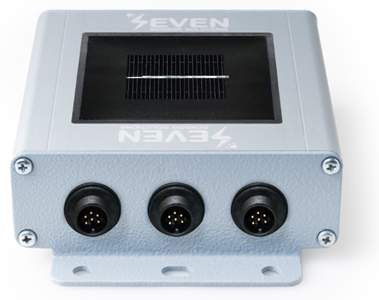
Capteur d'Irradiance

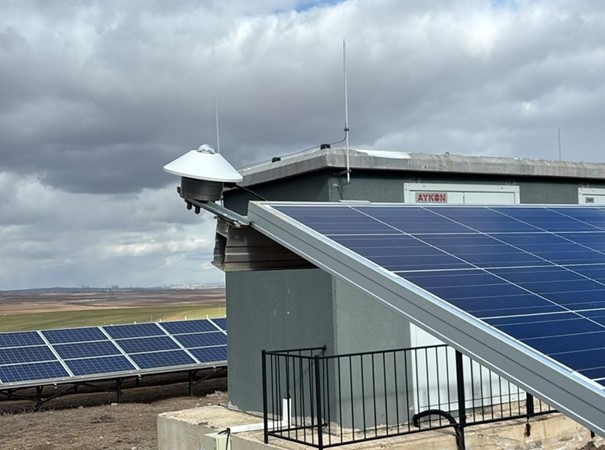
Pyranomètre à Thermopile

Un pyranomètre est un capteur de flux thermique utilisé pour la mesure de la quantité d'énergie solaire en lumière naturelle et est notamment utilisé en météorologie. Il permet la mesure de la puissance du rayonnement solaire total en watts par mètre carré. Il est sensible dans un domaine spectral de 300 à 2 500 nanomètres selon le filtre utilisé.
Le pyranomètre est utilisé, par exemple, lors de la mesure de rayonnement solaire en serre, évalué en comparaison de la valeur du rayonnement en extérieur pour estimer les pertes d'énergie directe lors de la traversée des toitures. L'unité de mesure du rayonnement est celle de l'éclairement énergétique, le watt par mètre carré (W/m2).
Les pyranomètres à thermopile sont classés selon leur précision de mesure dans trois catégories (classe A, B et C) selon la norme ISO 9060:2018. La norme prend en compte entre autres le temps de chargement des capteurs thermopiles (la rapidité de réponse) et le comportement du capteur en fonction des variations de température (offsets).
Des taux d'échantillonnage plus rapides permettent au capteur de « capturer » plus précisément les valeurs d'éclairement maximal en cas de changements atmosphériques rapides. En jours de ciel clair, l'irradiation solaire semble être constante sur une échelle minime. En raison de la turbidité atmosphérique, l'irradiance peut facilement fluctuer de quelques W/m2. Pour détecter les changements de sous-seconde, il est important de faire correspondre le taux d'échantillonnage du système d'acquisition de données avec le temps de réponse du capteur.
Le capteur à cellule photovoltaïque de référence, ou capteur d’irradiance solaire, peut comporter jusqu’à 5 entrées, permettant la connexion d’un capteur de température du module, d’un capteur de température ambiante, d’un anémomètre, d’une girouette et d’un capteur d’humidité relative, avec une seule sortie Modbus RTU connectée directement à l’enregistreur de données (datalogger). Cette combinaison est appelée « station météorologique », et elle est adaptée à la surveillance des centrales solaires photovoltaïques. Cette caractéristique est l’une des principales différences entre le pyranomètre à thermopile et le capteur d’irradiance solaire à cellule de référence.